# 伊利西恩 (明尼蘇達州)
伊利西恩（英語：Elysian，/ɛˈliːzjən/ el-EE-zyən）是一個位於美國明尼蘇達州勒蘇爾縣及沃西卡縣的城市。

## 歷史
伊利西恩於1856年成立，1884年升格為城市。此地得名自希臘傳統理念至福樂土（Elysium）。

## 人口
根據2020年美國人口普查的數據，伊利西恩的面積為3.73平方千米，當中陸地面積為3.05平方千米，而水域面積為0.68平方千米。當地共有人口708人，而人口密度為每平方千米190人。